# لوبچا کرولوسکا
لوبچا کرولوسکا (به لاتین: Lubycza Królewska) یک روستا در لهستان است که در گمینا لوبچا کرولوسکا واقع شده‌است. لوبچا کرولوسکا ۱٬۸۰۰ نفر جمعیت دارد.